# Cinglis humifusaria
Cinglis humifusaria är en fjärilsart som beskrevs av Eduard Friedrich Eversmann 1837. Cinglis humifusaria ingår i släktet Cinglis och familjen mätare. Inga underarter finns listade i Catalogue of Life.